# Axonopus chimantensis
Axonopus chimantensis är en gräsart som beskrevs av Gerrit Davidse. Axonopus chimantensis ingår i släktet Axonopus och familjen gräs.
Artens utbredningsområde är Venezuela. Inga underarter finns listade i Catalogue of Life.